# Boswellia sacra
Boswellia sacra Flück., 1867 è una pianta della famiglia delle Burseracee, diffusa in Somalia, Yemen e Oman.
È una delle specie più note del genere Boswellia, soprattutto per l'ottima qualità dell'incenso (franchincenso) che essa produce (noto come "beyo"). 

## Descrizione
Boswellia sacra è un albero deciduo alto da 2 ad 8 metri, con uno o più tronchi che si ramificano a breve altezza dal suolo, assumendo la forma di un cono rovesciato; nelle piante molto vecchie i rami si allargano, quasi adagiandosi al suolo per cui la chioma assume una forma emisferica. La corteccia presenta uno strato superficiale papiraceo che si desquama con facilità e può essere facilmente rimosso in sottili strisce pellicolari. Le foglie sono composte, imparipennate, con 6-8 paia di foglioline sessili disposte in due file laterali, con margine crenato-ondulato.
I fiori sono riuniti in infiorescenze racemose; sono piccoli (7-9 mm in diametro), con calice verde 5-dentato, corolla di 5 petali liberi bianchi, 10 stami e 1 pistillo; alla base dell'ovario è presente un disco nettarifero lobato, di colore giallo nel fiore giovane, poi arancione e infine rosso scuro nel fiore vecchio. Il frutto è una capsula obovoide (8-12 mm x 6-7 mm), con apice acuto, costituita da 3-5 valve ognuna contenente un seme.

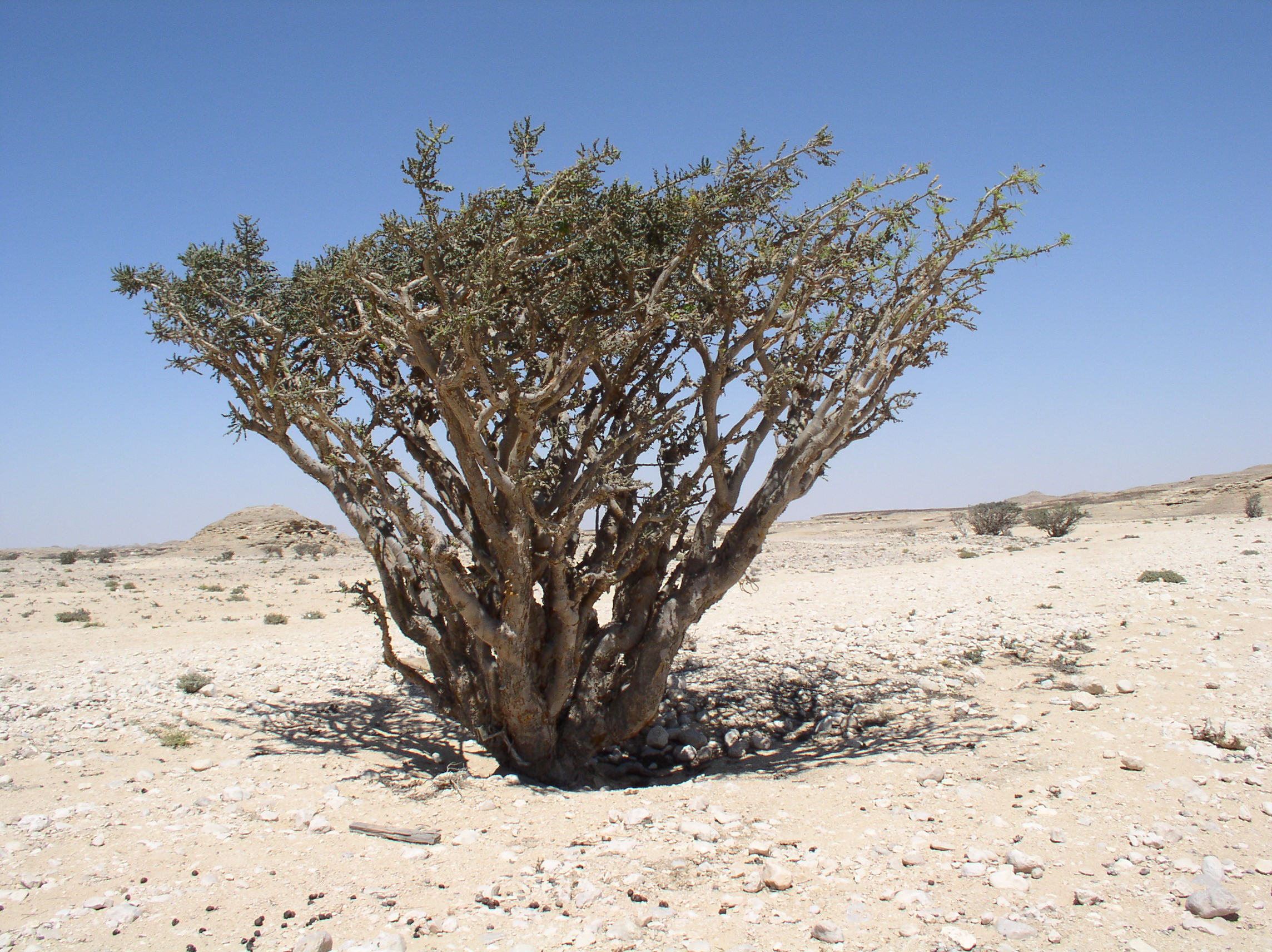
Un albero di incenso (Boswellia sacra) a Wadi Dowkah (Dhofar, Oman)
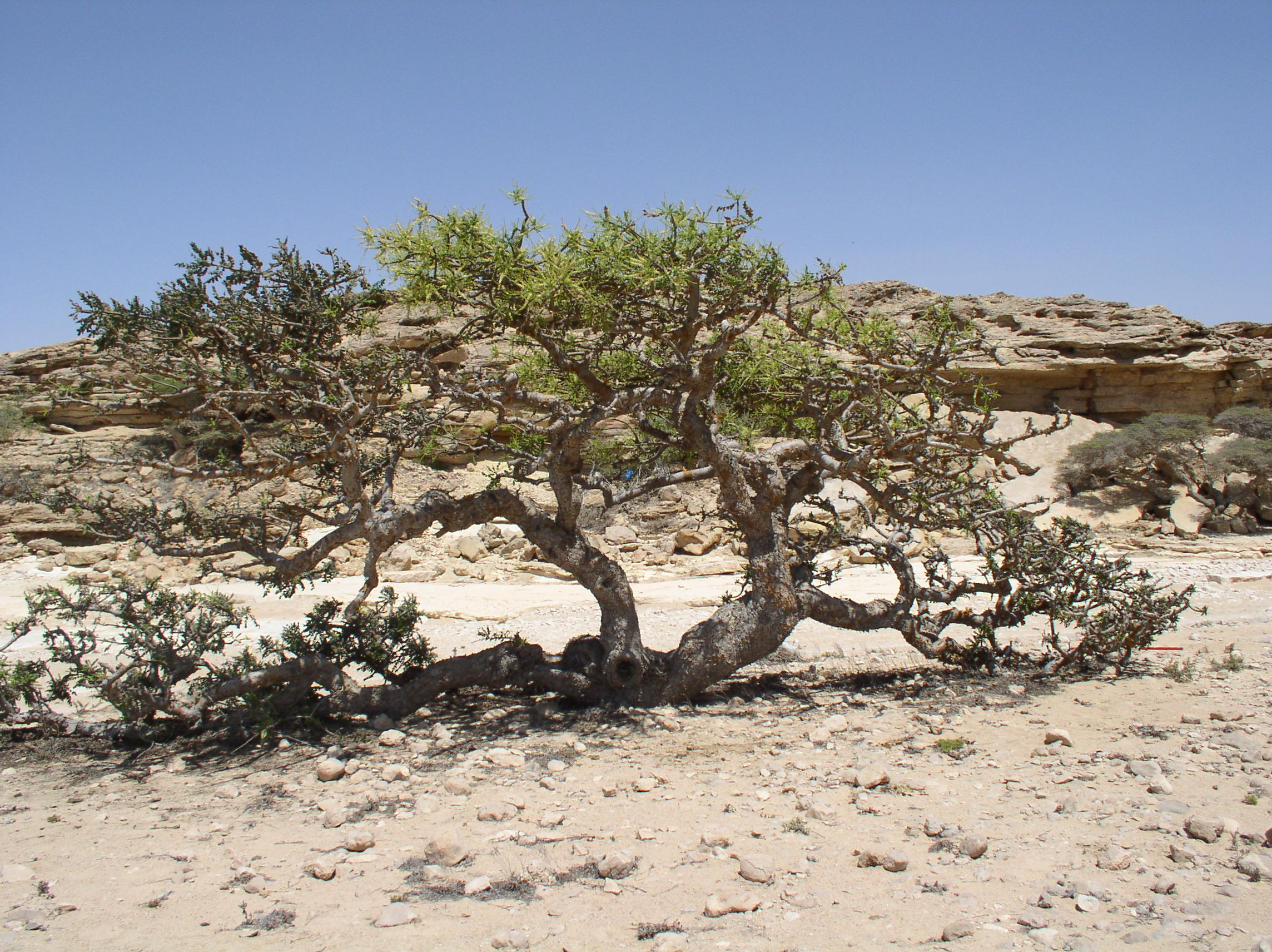
Un vecchio albero a Wadi Dowkah (Dhofar, Oman)
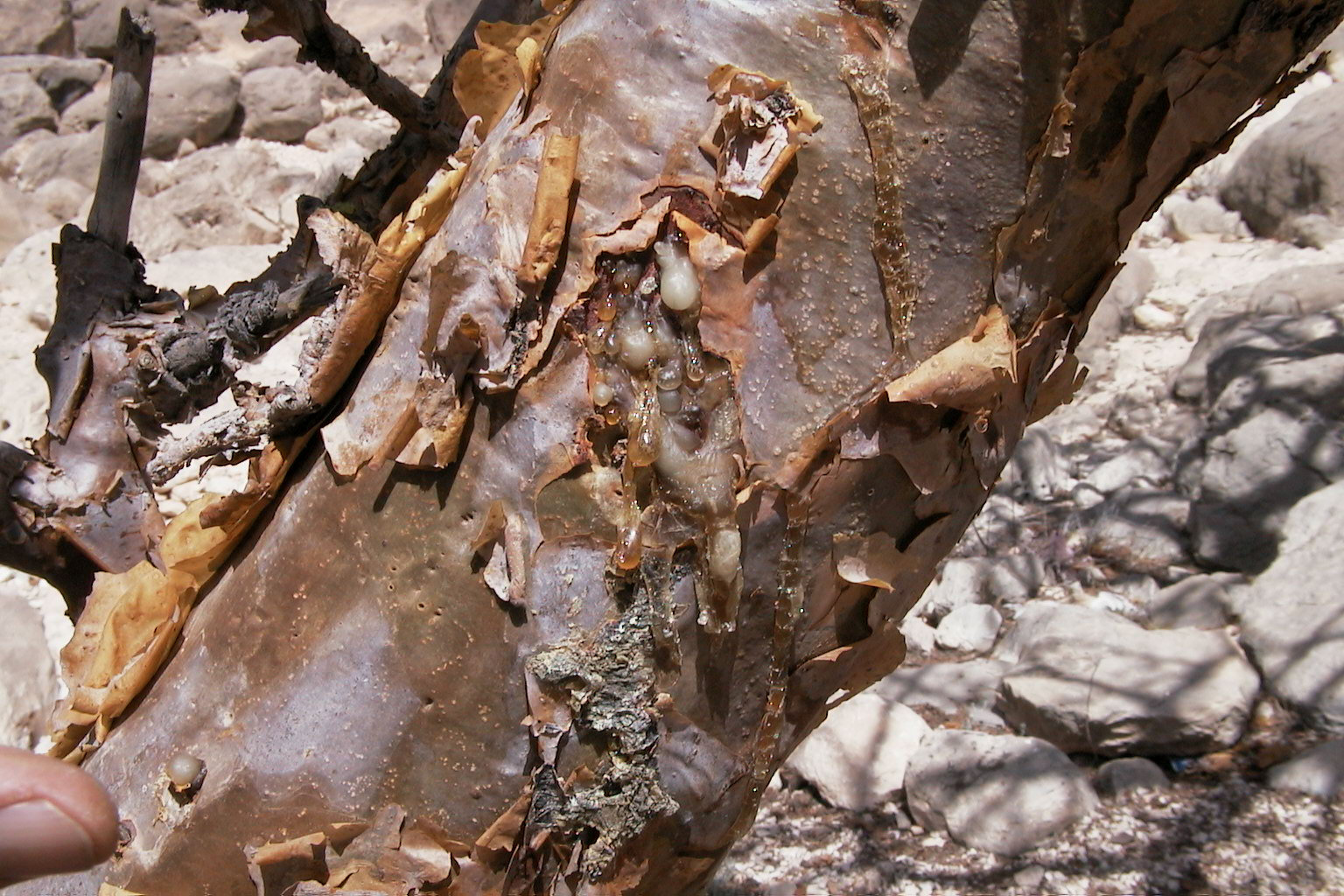
Corteccia papiracea di Boswellia sacra
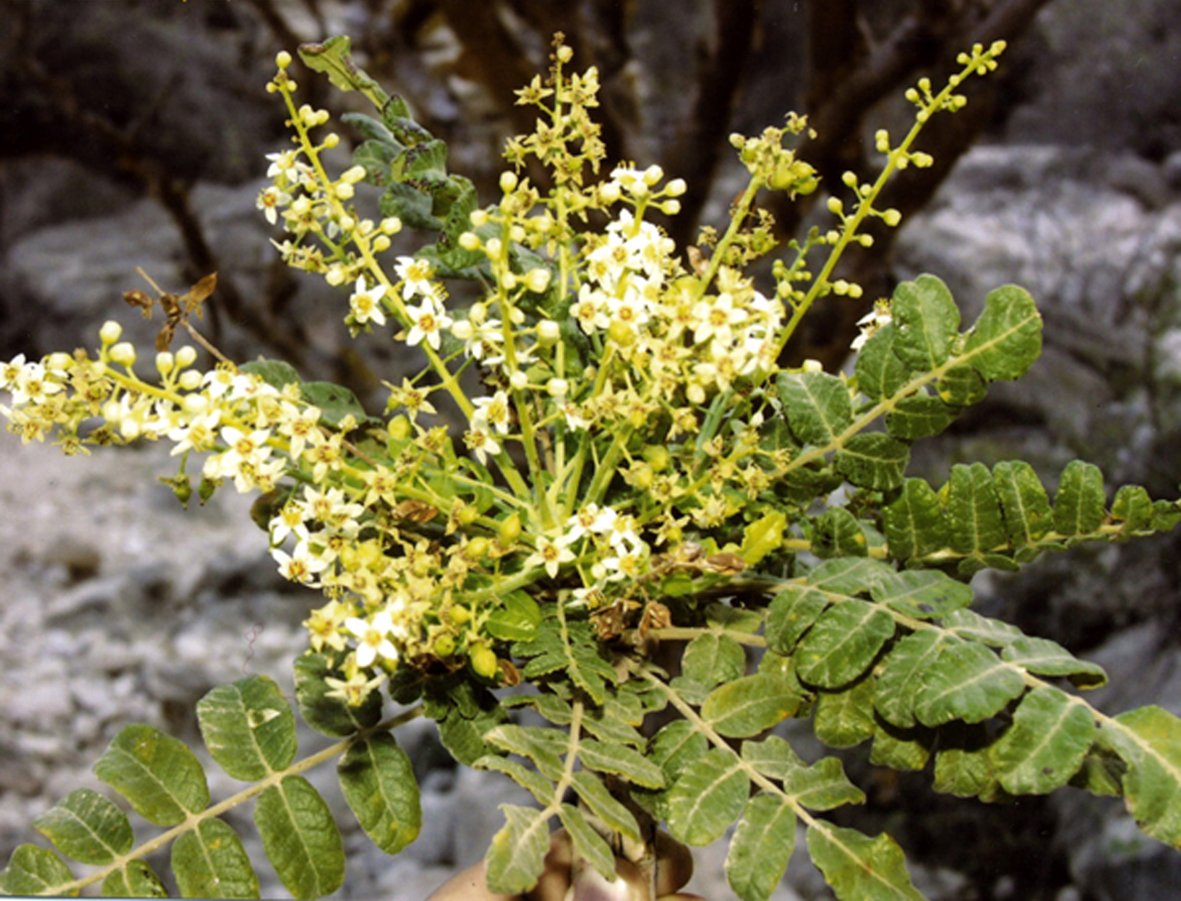
Fiori e foglie di Boswellia sacra
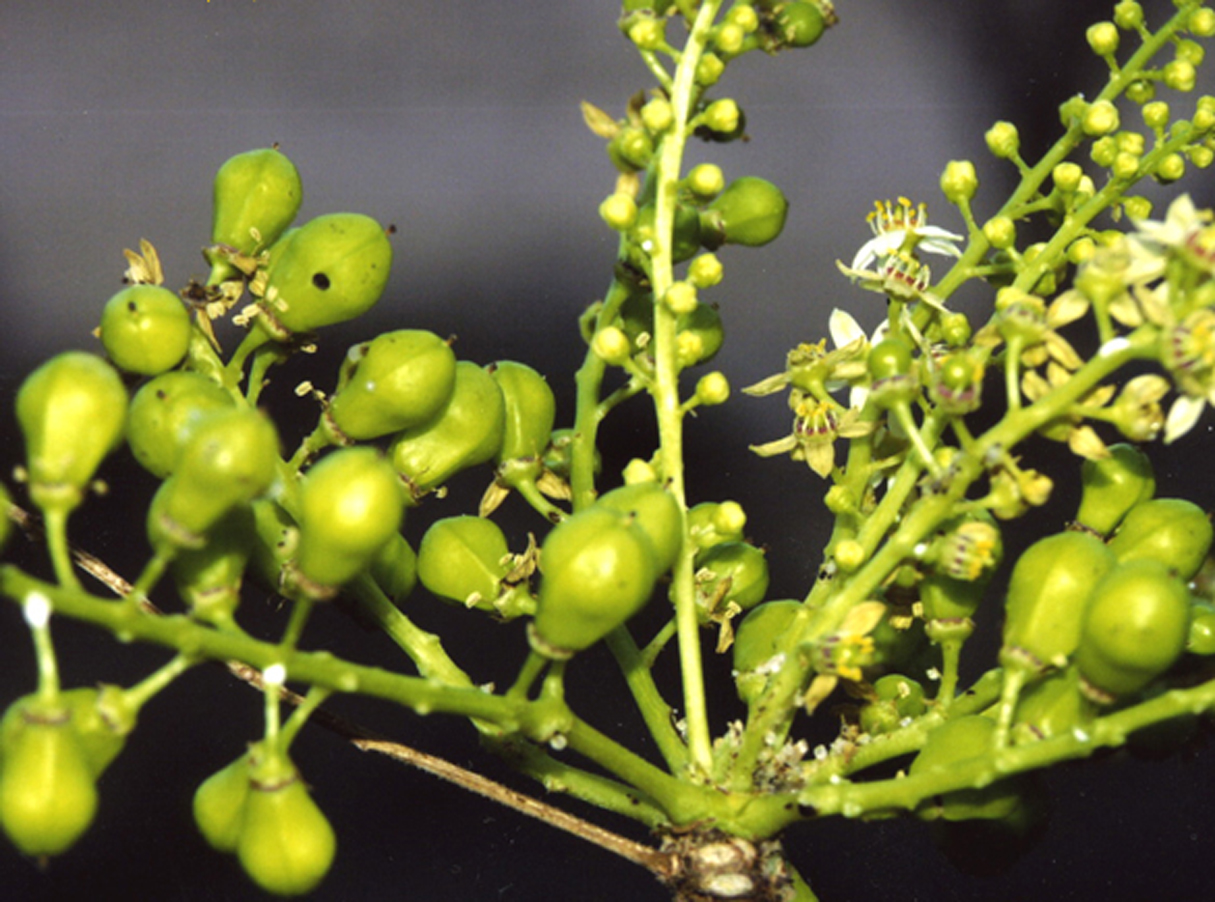
Frutti (capsule) di Boswellia sacra
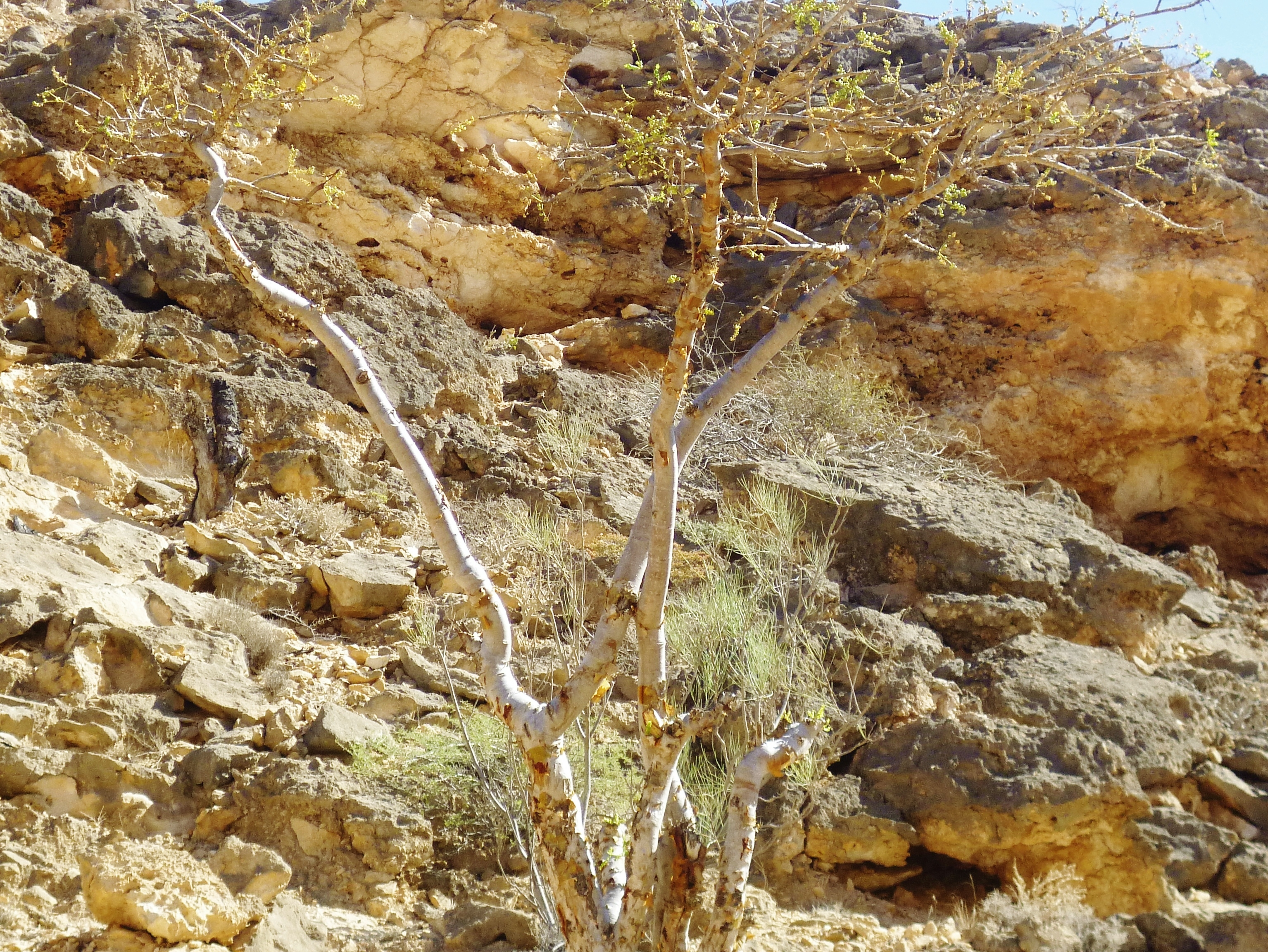
Pianta di Boswellia sacra nella regione del Dhofar, Oman

## Biologia

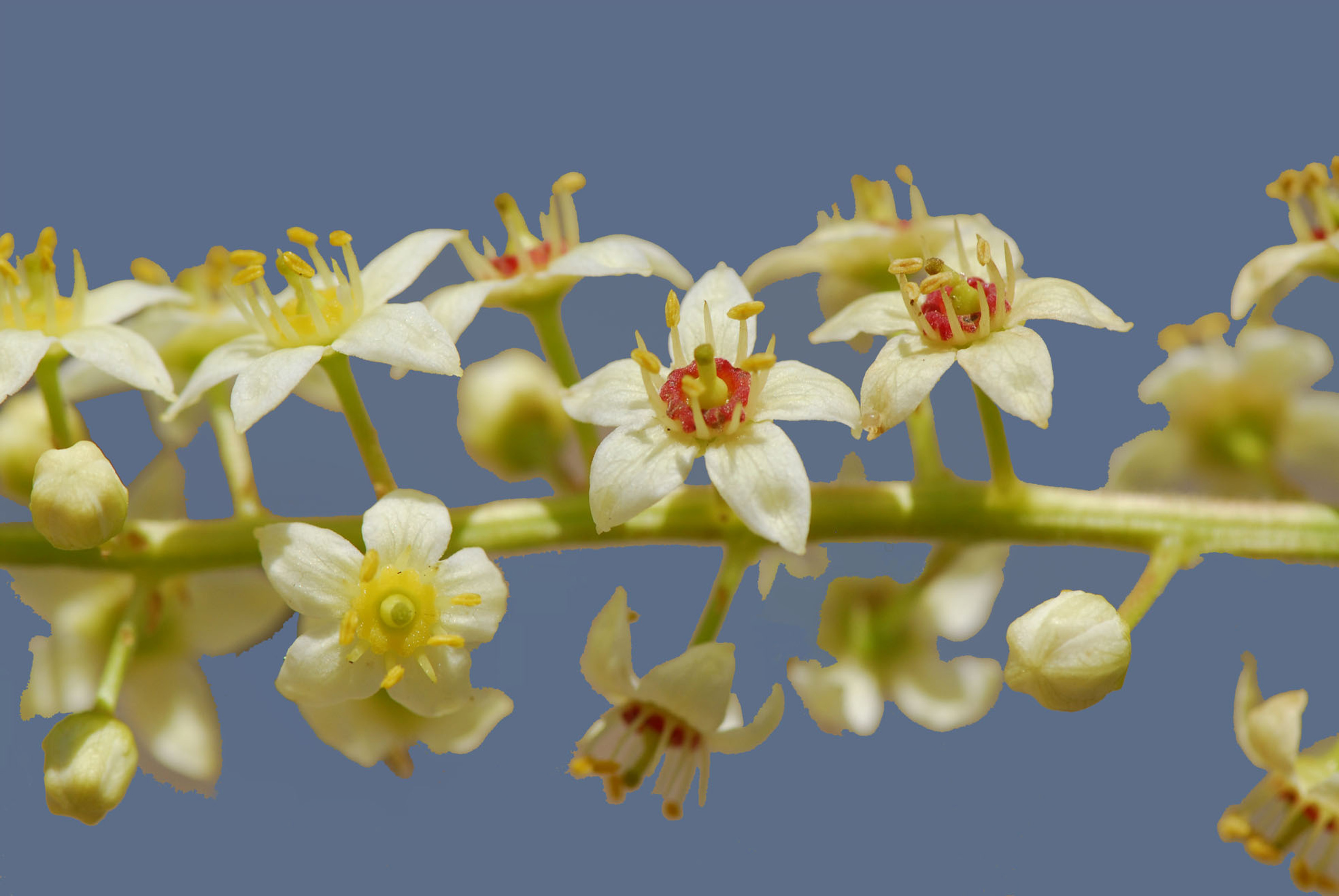
Fiori con disco nettarifero di varie colorazioni, dal giallo al rosso scuro

L'impollinazione è effettuata da numerosi insetti fra cui ditteri e imenotteri che sono attratti soprattutto dai fiori giovani, con disco giallo e arancione dove il polline e il nettare sono abbondanti; il cambiamento di colore del disco nettarifero sembra avere lo scopo di indirizzare gli impollinatori verso fiori con polline maturo e stigma recettivo rendendo questi ultimi maggiormente remunerativi sia in termini di polline che di nettare. Così gli insetti vengono attirati principalmente dai fiori con disco nettarifero giallo e, in seconda istanza, da quelli con disco nettarifero arancione, mentre vengono evitati i fiori vecchi con disco rosso scuro, ormai privi di polline e di nettare e dove l'ovario si sta già trasformando in frutto. In questo modo la pianta si assicura un più efficiente servizio di trasporto del polline da un fiore all'altro e un maggiore successo ai fini riproduttivi; è stato notato che la variazione di colore del disco nettarifero, da giallo a rosso-scuro, avviene in circa 15 ore.

## Distribuzione e habitat

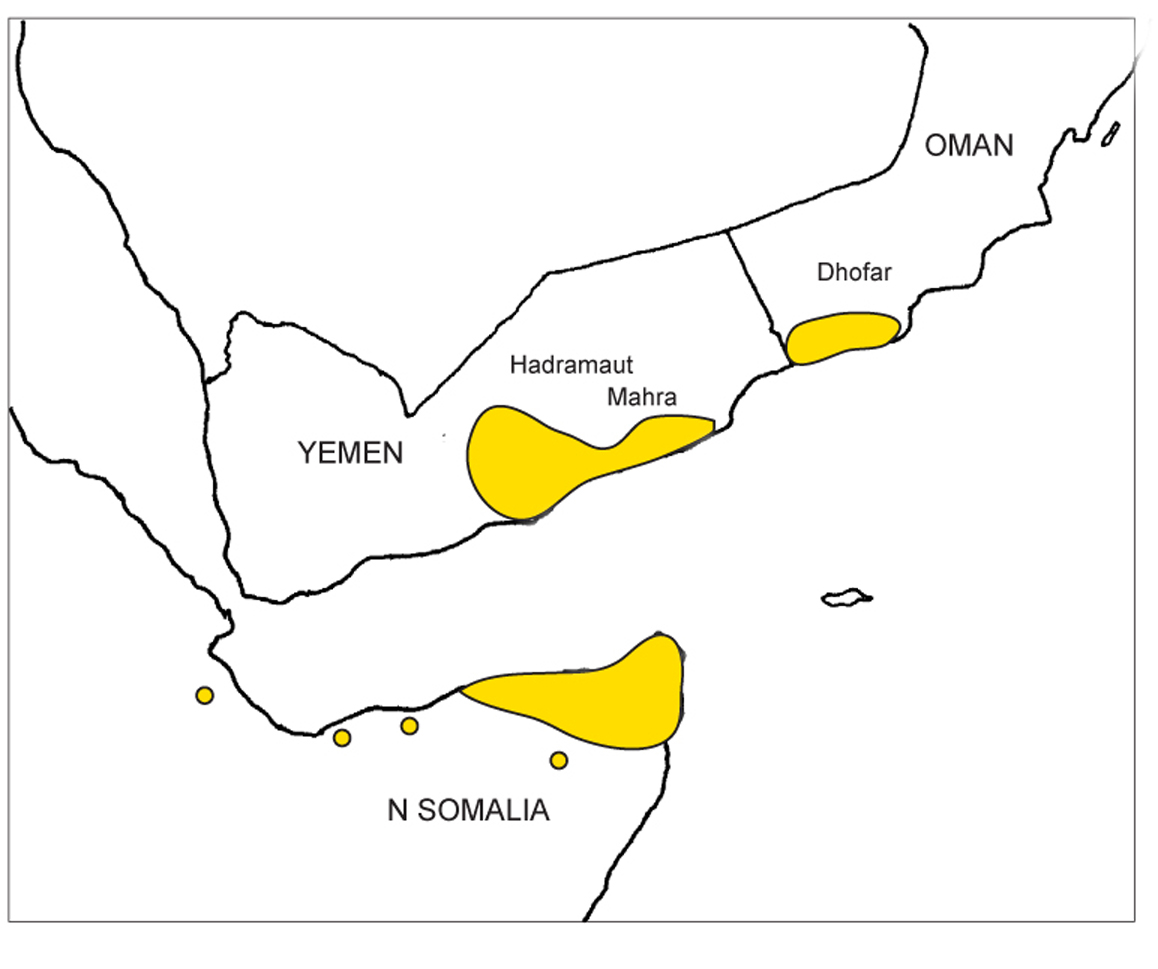
Areale di Boswellia sacra

Specie presente nel sudest dello Yemen, in Oman meridionale (Dhofar) e nel nord della Somalia (Corno d'Africa). Per una distribuzione dettagliata cfr. le seguenti voci bibliografiche:,,.

## Conservazione
La Lista rossa IUCN classifica Boswellia sacra come specie prossima alla minaccia di estinzione (Near Threatened).

## Incenso

### Raccolta della resina
La raccolta dell'incenso inizia ad aprile. Si utilizza un attrezzo chiamato menghaf, una specie di scalpello affilato da un lato per decorticare i rami e non affilato dall'altro per raccogliere la resina. Con il “menghaf” si producono da 10 a 30 decorticazioni ovali (4-8 cm) sui rami più robusti della pianta; dalle aree decorticate essuda resina di colore bianco che progressivamente solidifica all'aria. La resina viene lasciata fluire per due o tre settimane, dopodiché inizia ad essere raccolta; tuttavia questa prima resina è poco abbondante e di qualità mediocre. Le decorticazioni vengono ripulite e dopo due settimane inizia la seconda raccolta che produce incenso in abbondanza e di qualità migliore della prima. La resina viene raccolta con lo stesso sistema tre o quattro volte nell'anno, fino ad ottobre, quando l'albero viene lasciato a riposo fino alla successiva stagione.

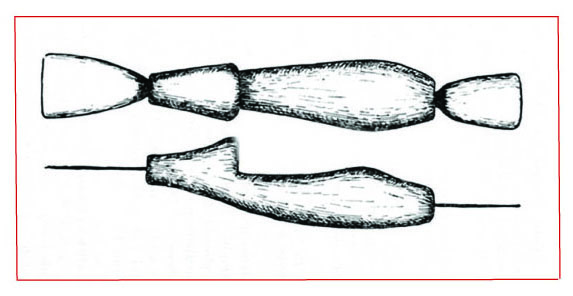
Menghaf, attrezzo per la raccolta della resina
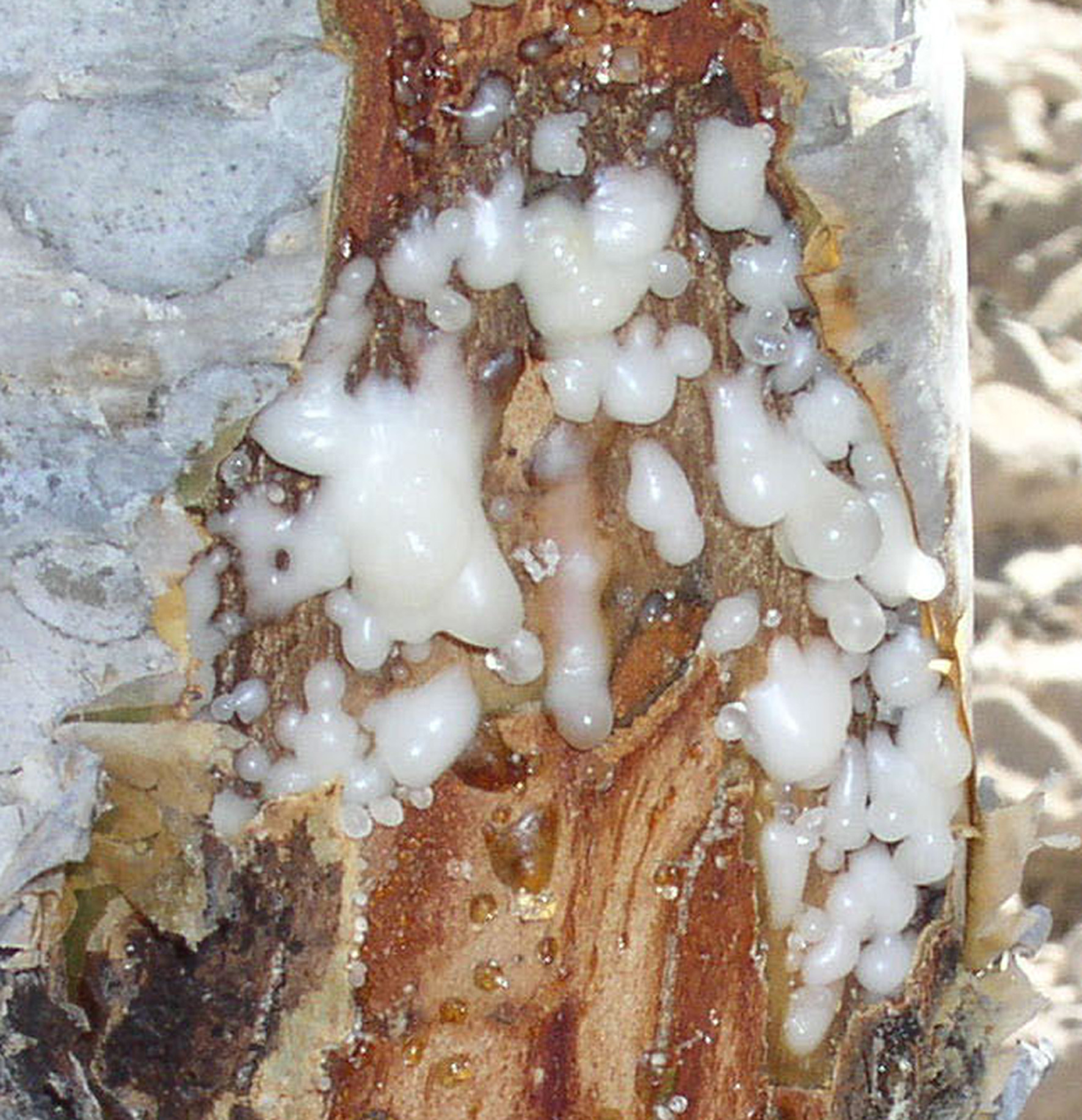
Incenso appena sgorgante dalla corteccia
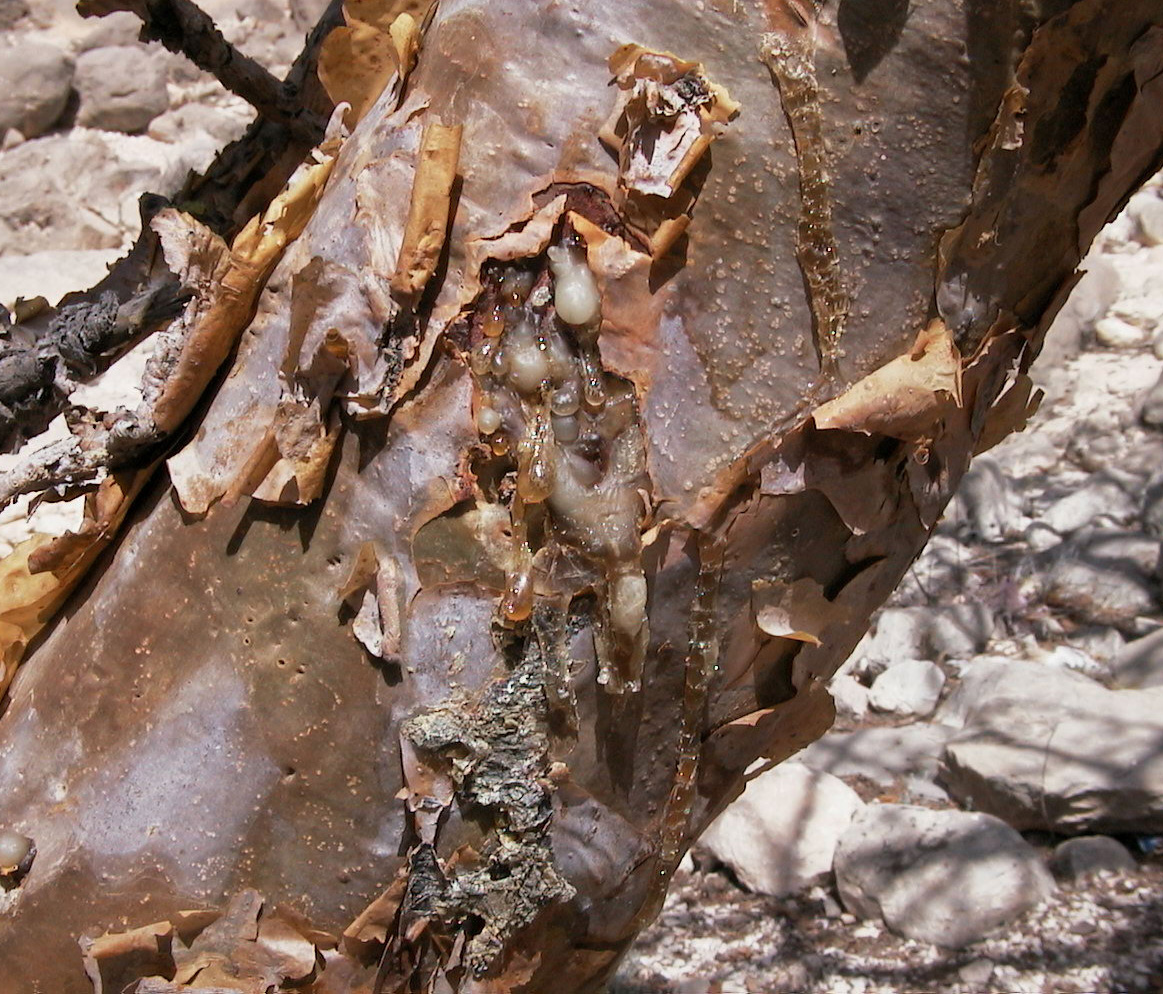
Vecchie colate di incenso
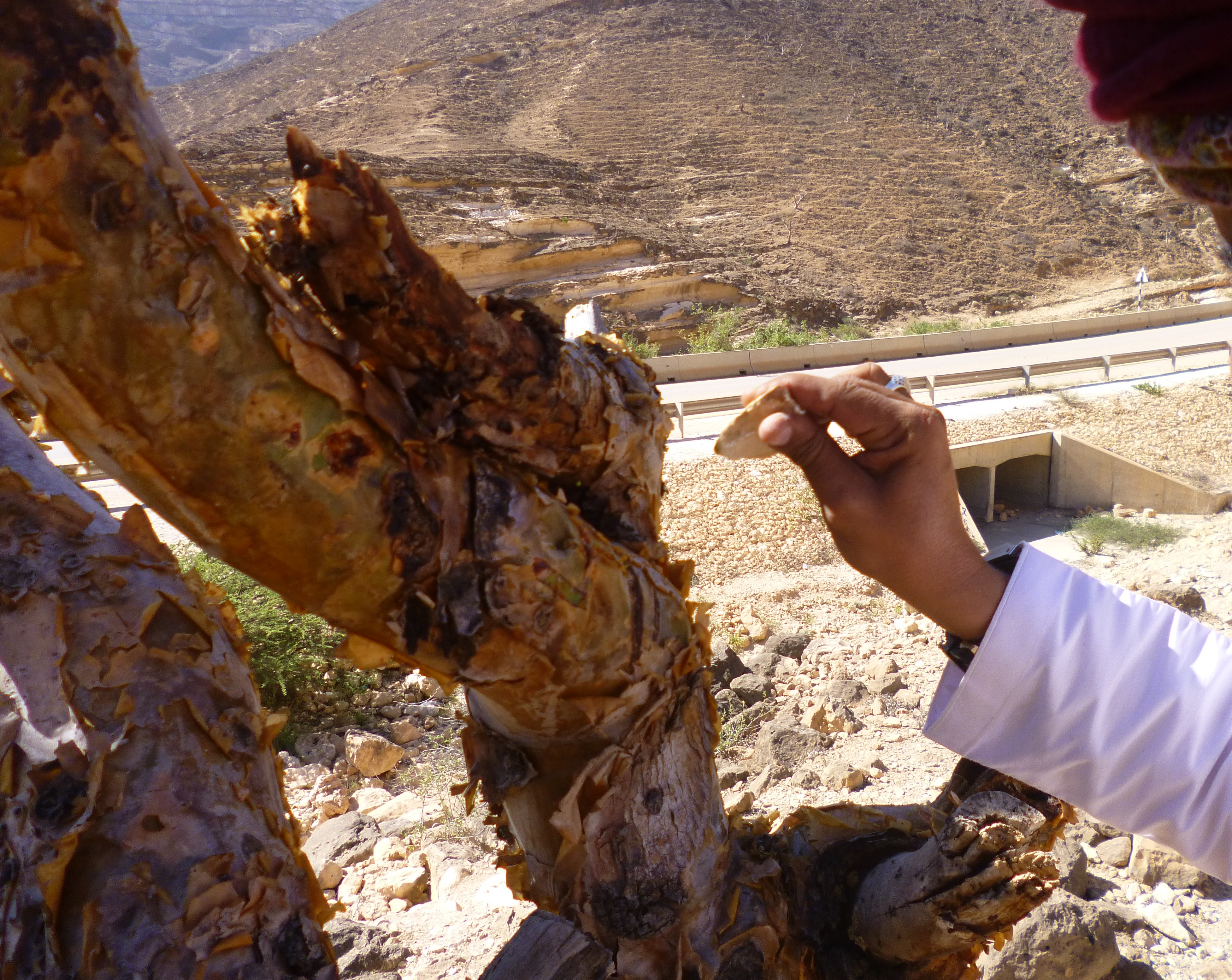
Il tronco viene picchiettato per mostrare la fuoriuscita della resina
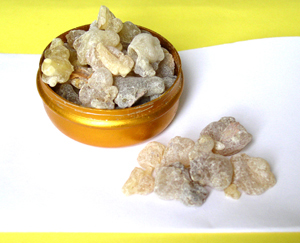
Incenso di prima qualità (Dhofar, Oman)
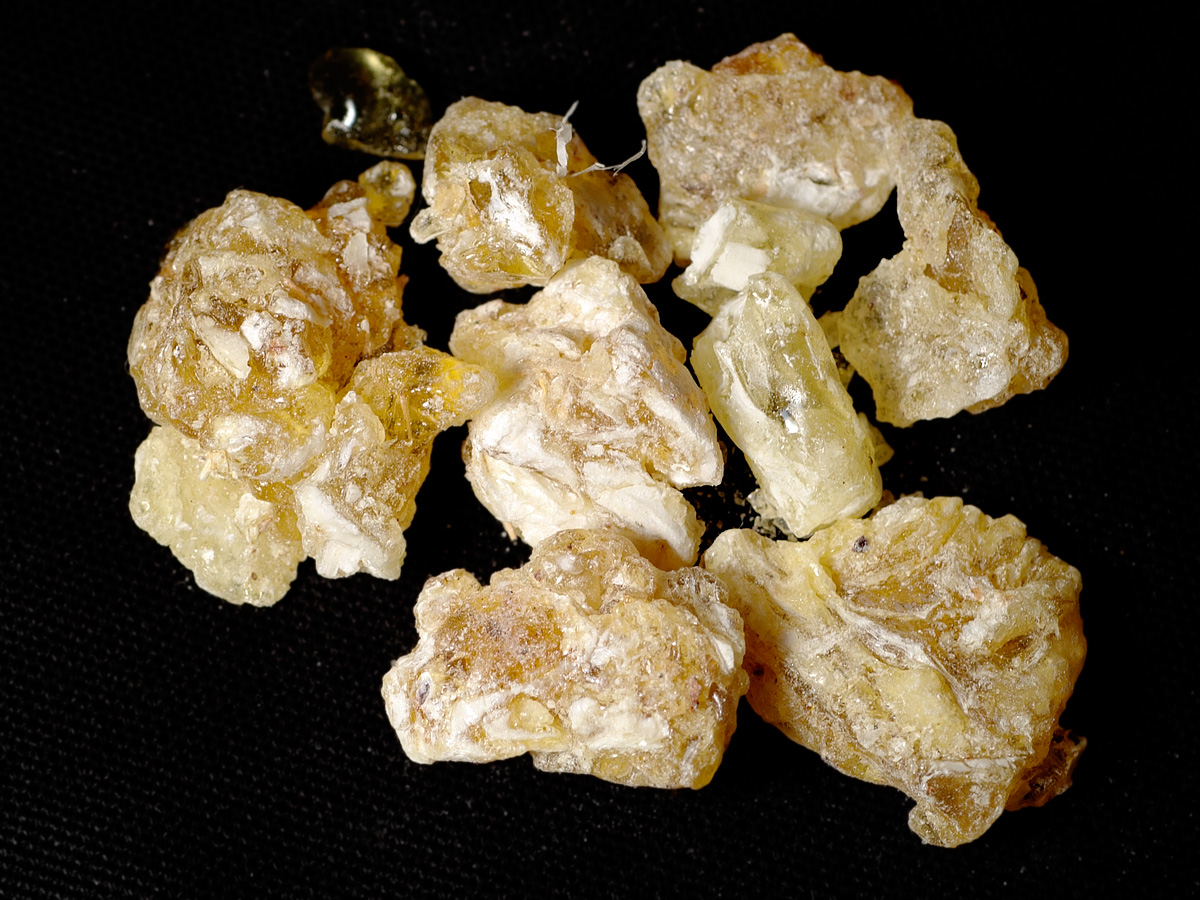
Incenso proveniente dallo Yemen

### Classificazione dell'incenso
In Dhofar l'incenso viene classificato in quattro classi, a seconda della sua qualità che dipenda anche dall'ambiente dove crescono le piante: Elhojari: 1ªqualità (la migliore), Dhofar orientale (Montagne di Hasik) - Elnajdi; 2° qualità, area del Najd, montagne del Dhofar centro-settentrionale - El Shazri: 3° qualità, Dhofar occidentale, nell'area compresa fra El Najd e l'area delle precipitazioni monsoniche - Eslshabi: 4° qualità, fascia costiera, parzialmente influenzata dalle piogge monsoniche. Anche in Yemen, nelle regioni dell'Hadramaut e di Mahra dove cresce B. sacra, la raccolta dell'incenso si fa con il menghaf e con le stesse modalita usate in Somalia e nel Dhofar. Gli alberi di B. sacra iniziano a produrre la resina dopo circa 8-10 anni.

### Uso della resina diBoswellia sacra
La resina è utilizzata da millenni in riti religiosi. Le sue proprietà terapeutiche sono riconosciute sia dalla medicina occidentale sia da altre forme di medicina come l'Ayurveda.
Tramite distillazione della resina viene estratto l'olio essenziale, che viene utilizzato in profumeria e in aromaterapia; recenti studi hanno dimostrato la citotossicità dell'olio di boswellia sacra su vari tipi di cellule tumorali, ma mancano ulteriori ricerche sulla sicurezza e sulla modalità di tale impiego e sulla convalida preclinica dei risultati.

## Conservazione e mantenimento delle cenosi diBoswellia sacra

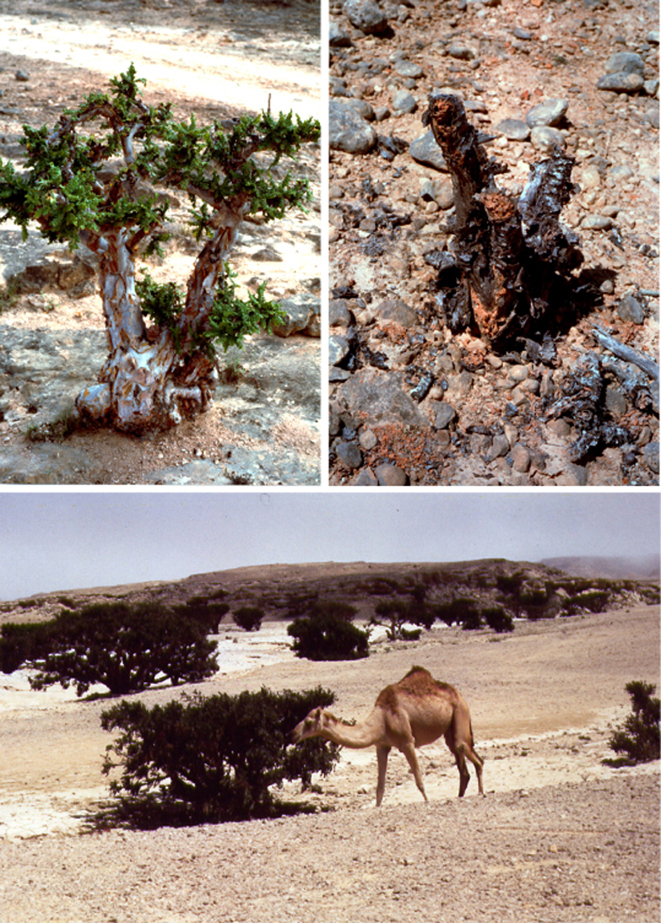
Danni provocati dal pascolo e dal fuoco

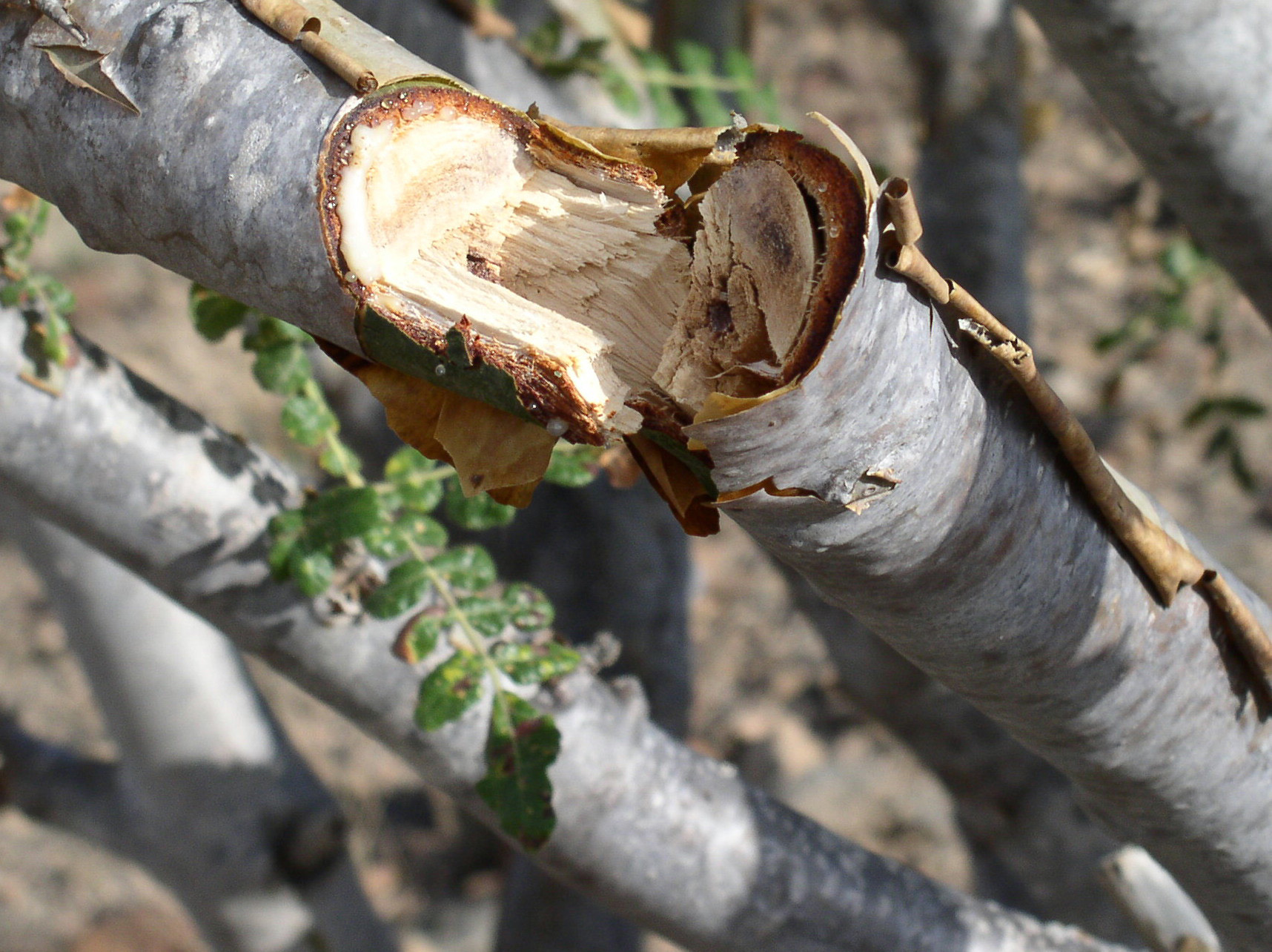
Danni provocati dal taglio dei rami

Nei tempi antichi, l'incenso è stato uno dei prodotti maggiormente remunerativi, sul cui commercio si basavano le economie di molti paesi della Penisola arabica e dell'Africa orientale. Le fonti storiche ci fanno intravedere una elevata produzione ed esportazione di questa resina (di migliaia di tonnellate per anno) verso i paesi dell'India e del Mediterraneo.
Nei tempi attuali invece produzione ed esportazione di incenso sembrano aver subito una forte riduzione rispetto al passato; i dati più recenti, degli ultimi trenta anni, convalidano una tendenza negativa nella produzione e nel commercio dell'incenso. I motivi di questo declino dipendono da molteplici cause, alcune di ordine naturale, altre più legate all'azione dell'uomo; i loro effetti combinati hanno provocato una forte rarefazione delle piante in natura, causando di conseguenza anche una minore disponibilità di incenso.
Fra le cause di riduzione delle cenosi naturali di Boswellia molte sono legate alle attività dell'uomo e al suo modo irrazionale di sfruttare l'ambiente; fra queste, il carico eccessivo del bestiame pascolante che impedisce la crescita delle giovani piantine che vengono mangiate, e che danneggia anche le piante adulte, i cui rami vengono brucati e non hanno la possibilità di svilupparsi normalmente; oppure il taglio dei rami delle piante per ricavare legna da ardere e per costruire ricoveri o, ancora, la conversione delle aree naturali in terreni coltivati con disboscamenti totali e, infine, l'uso di metodi impropri di raccolta dell'incenso con eccessivo sfruttamento delle piante e loro indebolimento per mancanza di periodi di riposo adeguati.
Oltre a ciò, la rarefazione delle cenosi a Boswellia dipende anche dall'aumento dell'aridità climatica e dalla sempre minore quantità di precipitazioni che in questi ultimi decenni hanno afflitto molti paesi dove vivono gli alberi dell'incenso, causando l'indebolimento progressivo delle piante fino alla morte per essiccamento. Gli effetti negativi di tutti questi fattori sulle piante di incenso riducono la germinabilità dei semi al 16%, mentre le piante non danneggiate producono semi con una fertilità superiore all'80%.